# Zaorejas
Zaorejas é um município da Espanha na província de Guadalajara, comunidade autónoma de Castilla-La Mancha, de área 189 km² com população de 192 habitantes (2006) e densidade populacional de 1,05 hab/km².

## Demografia
| Variação demográfica do município entre 1991 e 2004 | Variação demográfica do município entre 1991 e 2004 | Variação demográfica do município entre 1991 e 2004 | Variação demográfica do município entre 1991 e 2004 |
| --------------------------------------------------- | --------------------------------------------------- | --------------------------------------------------- | --------------------------------------------------- |
| 1991                                                | 1996                                                | 2001                                                | 2004                                                |
| 233                                                 | 206                                                 | 178                                                 | 197                                                 |